# One Love (песня Давида Гетта)
«One Love» — третий сингл, выпущенный французским диджеем и музыкальным продюсером Давидом Гетта с его одноимённого четвёртого студийного альбома. Сингл был выпущен в Великобритании 23 ноября 2009 года. В нём присутствует вокал приглашённой британской певицы, получившей премию Грэмми, Эстель. Песня была добавлена в плейлист BBC Radio 1 на неделе 28 октября 2009 года.

## Критика
Дэвид Боллс из Digital Spy дал песне положительный отзыв, заявив:
Дэвид Гетта должно быть, чувствует себя ле чатом, которому подали крем. В течение 2009 года французский вертлявый музыкант записал пару песен № 1 («When Love Takes Over», «Sexy Bitch»), спродюсировал для The Black Eyed Peas рекордный хит «I Gotta Feeling» и объединился со множеством звёзд, вошедших в список лучших, для своего альбома «One Love». Более того, у него ещё не закончился out puff. На этот раз он нанял нашу собственную Эстель, чтобы помочь ему подготовить танцпол. Его постановка такая же клубная и гимническая, как и всегда, но именно Ла Сварай привносит дополнительную толику волшебства в «One Love». Как и в её «Faithless» 2005 года, совместная работа «Why Go?», её вокал источает меланхоличный оптимизм, который идеально сочетается с пьянящими битами. Результат не только продлевает победную серию Гетты, но и разжигает аппетит к альбому Estelle#3 — в prog now. 

## Клип
Режиссёром официального видеоклипа на песню выступил X. Он был снят 17 октября 2009 года в Лос-Анджелесе и выпущен 12 ноября 2009 года на официальном YouTube-канале Дэвида Гетты. На видео Гетта и Эстель садятся в чёрный Camaro 1967 года выпуска, Гетта играет предстоящую песню на своём телефоне Nokia, и они едут по городу. По пути они находят людей в депрессии и делают их счастливыми, заставляя их танцевать, посылая свою любовь в форме сердца, созданного их руками.

## Список песен
UK CD single
1. «One Love» (radio edit) (featuring Estelle) — 4:00
2. «One Love» (extended mix) (featuring Estelle) — 6:46

European CD single
1. «One Love» (extended mix) (featuring Estelle) — 6:46
2. «One Love» (Chuckie & Fatman Scoop Remix) (featuring Estelle) — 8:00
3. «One Love» (Avicii Remix) (featuring Estelle) — 7:45
4. «One Love» (Calvin Harris Remix) (featuring Estelle) — 6:00
5. «One Love» (Arias Remix) (featuring Estelle) — 7:08
6. «One Love» (Chocolate Puma Remix) (featuring Estelle) — 4:48
7. «One Love» (radio edit) (featuring Estelle) — 4:00

## Чарты

### Недельные чарты
| Чарт (2009-10)                             | Позиция |
| ------------------------------------------ | ------- |
| Австралия (ARIA)                           | 36      |
| Австрия (Ö3 Austria Top 40)                | 20      |
| Бельгия/Фландрия (Ultratip Bubbling Under) | 4       |
| Бельгия/Валлония (Ultratip Bubbling Under) | 1       |
| СНГ (TopHit Airplay)                       | 4       |
| Чехия (Rádio — Top 100)                    | 23      |
| French Download (SNEP)                     | 46      |
| Германия (GfK)                             | 18      |
| Венгрия (Dance Top 40)                     | 1       |
| Венгрия (Rádiós Top 40)                    | 19      |
| Венгрия (Single Top 40)                    | 10      |
| Israeli Airplay Chart                      | 2       |
| Нидерланды (Dutch Top 40)                  | 19      |
| Нидерланды (Single Top 100)                | 53      |
| Polish Dance Chart                         | 7       |
| Румыния (Romanian Radio Airplay)           | 4       |
| Шотландия (OCC Scotland)                   | 48      |
| Slovakian Airplay Chart                    | 2       |
| Швейцария (Schweizer Hitparade)            | 48      |
| Великобритания (OCC UK Singles)            | 46      |
| Великобритания (OCC UK Dance)              | 4       |
| США (Billboard Dance Club Songs)           | 1       |

|

### Итоговые чарты
| Чарт (2009)                     | Позиция |
| ------------------------------- | ------- |
| CIS (Tophit)                    | 199     |
| Венгрия (Dance Top 40)          | 94      |
| Чарт (2010)                     | Позиция |
| CIS (Tophit)                    | 34      |
| Венгрия (Dance Top 40)          | 11      |
| US Dance Club Songs (Billboard) | 44      |

|}